# Copa Libertadores 1975
Copa Libertadores 1975 var 1975 års säsong av Copa Libertadores som vanns av Independiente från Argentina efter en finalseger mot Unión Española från Chile. 2 lag från varje land i CONMEBOL deltog, vilket innebar 20 lag. Dessutom var ett lag kvalificerat som regerande mästare. De första 20 lagen delades upp i fem grupper om fyra lag där varje gruppvinnare gick vidare till en andra gruppspelsfas. Där delades de fem gruppvinnarna och det regerande mästarlaget upp i två grupper om tre lag. De två gruppvinnarna fick mötas i final.
Varje grupp representerades av två länder, med två lag från vardera lag.
- Grupp 1: Argentina och Paraguay
- Grupp 2: Chile och Bolivia
- Grupp 3: Brasilien och Colombia
- Grupp 4: Ecuador och Venezuela
- Grupp 5: Uruguay och Peru

## Gruppspel omgång 1

### Grupp 1
| Lag               | S | V | O | F | GM | IM | MSK | Poäng |
| ----------------- | - | - | - | - | -- | -- | --- | ----- |
| Rosario Central   | 6 | 2 | 4 | 0 | 8  | 5  | 3   | 8     |
| Newell's Old Boys | 6 | 3 | 2 | 1 | 9  | 8  | 1   | 8     |
| Olimpia           | 6 | 2 | 3 | 1 | 7  | 5  | 2   | 7     |
| Cerro Porteño     | 6 | 0 | 1 | 5 | 5  | 11 | -6  | 1     |

#### Omspel
| Lag               | S | V | O | F | GM | IM | MSK | Poäng |
| ----------------- | - | - | - | - | -- | -- | --- | ----- |
| Rosario Central   | 1 | 1 | 0 | 0 | 1  | 0  | 1   | 2     |
| Newell's Old Boys | 1 | 0 | 0 | 1 | 0  | 1  | -1  | 0     |

### Grupp 2
| Lag               | S | V | O | F | GM | IM | MSK | Poäng |
| ----------------- | - | - | - | - | -- | -- | --- | ----- |
| Unión Española    | 6 | 3 | 3 | 0 | 17 | 5  | 12  | 9     |
| Huachipato        | 6 | 2 | 2 | 2 | 10 | 10 | 0   | 6     |
| The Strongest     | 6 | 2 | 2 | 2 | 8  | 11 | -3  | 6     |
| Jorge Wilstermann | 6 | 0 | 3 | 3 | 4  | 13 | -9  | 3     |

### Grupp 3
| Lag               | S | V | O | F | GM | IM | MSK | Poäng |
| ----------------- | - | - | - | - | -- | -- | --- | ----- |
| Cruzeiro          | 6 | 3 | 1 | 2 | 10 | 9  | 1   | 7     |
| Deportivo Cali    | 6 | 2 | 2 | 2 | 5  | 5  | 0   | 6     |
| Atlético Nacional | 6 | 2 | 2 | 2 | 7  | 8  | -1  | 6     |
| Vasco da Gama     | 6 | 1 | 3 | 2 | 7  | 7  | 0   | 5     |

### Grupp 4
| Lag               | S | V | O | F | GM | IM | MSK | Poäng |
| ----------------- | - | - | - | - | -- | -- | --- | ----- |
| LDU Quito         | 6 | 3 | 3 | 0 | 12 | 7  | 5   | 9     |
| Portuguesa        | 6 | 1 | 4 | 1 | 5  | 8  | -3  | 6     |
| Deportivo Galicia | 6 | 1 | 3 | 2 | 7  | 6  | 1   | 5     |
| El Nacional       | 6 | 1 | 2 | 3 | 8  | 11 | -3  | 4     |

### Grupp 5
| Lag                  | S | V | O | F | GM | IM | MSK | Poäng |
| -------------------- | - | - | - | - | -- | -- | --- | ----- |
| Universitario        | 6 | 4 | 2 | 0 | 12 | 6  | 6   | 10    |
| Peñarol              | 6 | 4 | 0 | 2 | 13 | 7  | 6   | 8     |
| Montevideo Wanderers | 6 | 1 | 1 | 4 | 8  | 10 | -2  | 3     |
| Unión Huaral         | 6 | 0 | 3 | 3 | 7  | 17 | -10 | 3     |

## Gruppspel omgång 2

### Grupp 1
| Lag            | S | V | O | F | GM | IM | MSK | Poäng |
| -------------- | - | - | - | - | -- | -- | --- | ----- |
| Unión Española | 4 | 2 | 1 | 1 | 7  | 6  | 1   | 5     |
| Universitario  | 4 | 1 | 2 | 1 | 4  | 4  | 0   | 4     |
| LDU Quito      | 4 | 1 | 1 | 2 | 5  | 6  | -1  | 3     |

### Grupp 2
| Lag             | S | V | O | F | GM | IM | MSK | Poäng |
| --------------- | - | - | - | - | -- | -- | --- | ----- |
| Independiente   | 4 | 2 | 0 | 2 | 5  | 4  | 1   | 4     |
| Rosario Central | 4 | 2 | 0 | 2 | 5  | 5  | 0   | 4     |
| Cruzeiro        | 4 | 2 | 0 | 2 | 5  | 6  | -1  | 4     |

## Final
|  |  | Unión Española | 1 – 0 | Independiente |  |  |
|  |  |                |       |               |  |  |
|  |  |                |       |               |  |  |
|  |  |                |       |               |  |  |

|  |  | Independiente | 3 – 1 | Unión Española |  |  |
|  |  |               |       |                |  |  |
|  |  |               |       |                |  |  |
|  |  |               |       |                |  |  |

|  |  | Independiente | 2 – 0 | Unión Española |  |  |
|  |  |               |       |                |  |  |
|  |  |               |       |                |  |  |
|  |  |               |       |                |  |  |

Independiente vinnare av Copa Libertadores 1975.